# Некрасов, Максим Валентинович
Максим Валентинович Некрасов (род. 14 декабря 1976, Минск) — профессиональный российский исполнитель на хроматической губной гармонике.
Окончил музыкальную школу как скрипач, Хоровое училище им. Глинки (1994). Поступил в Санкт-Петербургский государственный институт культуры на отделение хорового дирижирования, после трёх лет обучения перевёлся на факультет эстрадного исполнительства, где для него специально был создан класс губной гармоники.
С 1998 г. участвует в различных джазовых концертах и фестивалях. По мнению музыкального критика Кирилла Мошкова, «Максим очень молод, но уже обладает весьма совершенной техникой игры на столь нечастом в джазе инструменте. Изящная фразировка, светлый и чистый звук — Максим не блюзмен, а, скорее, последователь Тутса Тилеманса. Высокий, худой блондин, играющий с отрешенным, обращенным внутрь себя лицом, он имеет шанс в будущем стать весьма заметной фигурой российской джазовой сцены, судя по выступлению на фестивале».
Лауреат конкурса «Осенний марафон», участник фестивалей «Свинг белой ночи», «Джазовая провинция», «ХарпФест».
Выступал и записывался со многими знаменитыми музыкантами и коллективами: Давидом Голощёкиным, Игорем Бутманом, Андреем Кондаковым, Дэвидом Либманом, Дэйвом Кикоски, Харольдом Рюшенбаумом, Акселем Дорнером, Бруно Де Филиппи, Игорем Бойко, Петербургским Ансамблем виолончелистов, группой «Хоронько Оркестр», Наташей Пивоваровой, Александром Малининым, Игорем Балакиревым, Дмитрием Харатьяном, рок-группами «Рондо» и «Пилот», Павлом Кашиным, Ютой и многими другими.